# Филуса Келокедарон
Филу̀са Келокеда̀рон (на гръцки: Φιλούσα Κελοκεδάρων) е село в Кипър, окръг Пафос. Според статистическата служба на Република Кипър през 2001 г. селото има 23 жители.
Намира се на 4 км източно от Армину.